# BMW R 5

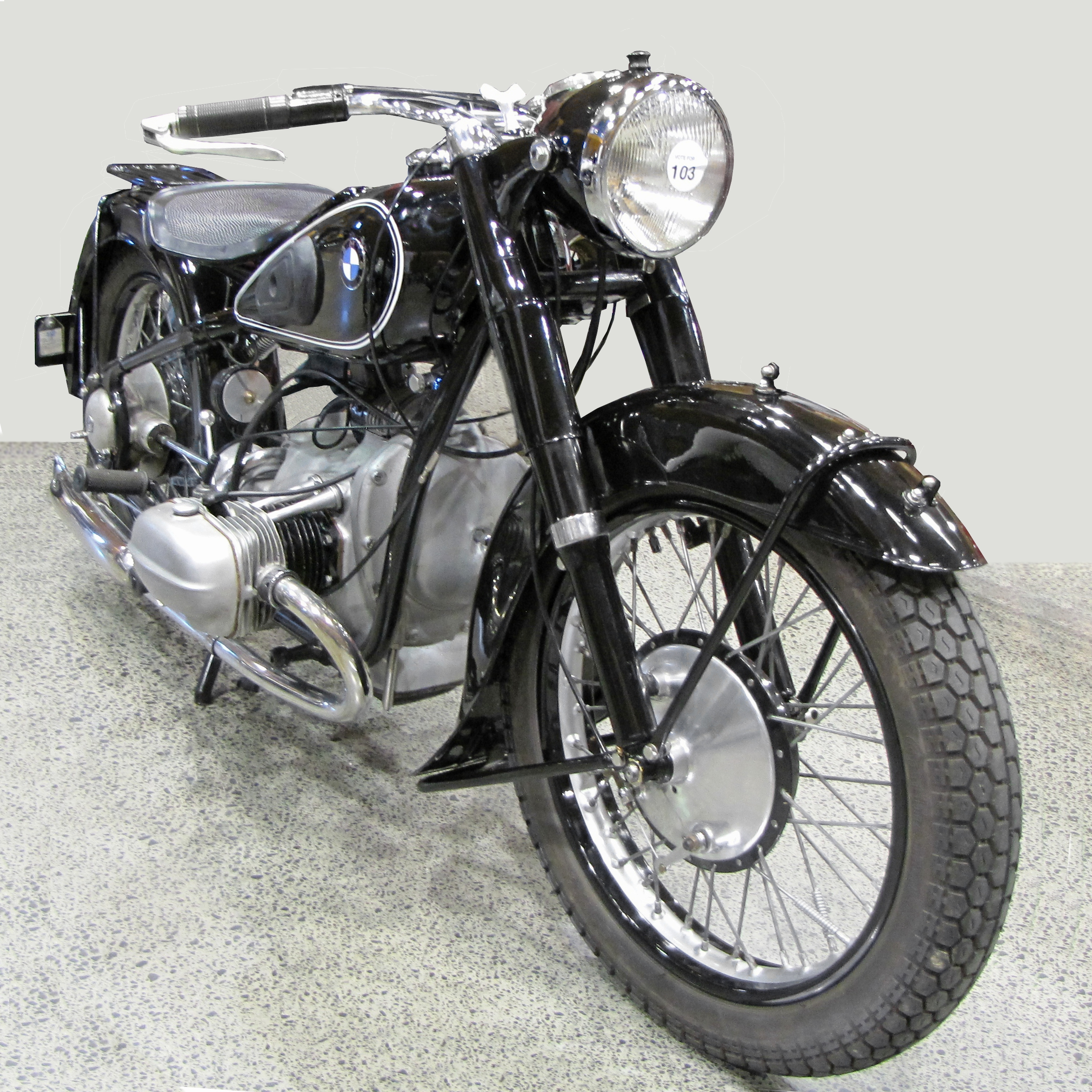
BMW R 5

Die BMW R 5 war ein sportliches Zweizylinder-Motorrad in der 500-cm³-Klasse der Bayerischen Motoren Werke, das 1936 völlig neu entwickelt auf den Markt kam. Bis in die 1950er Jahre blieb es richtungsweisend für den Motorradbau bei BMW.

## Geschichte
Die BMW R 5 entstand als etwas einfacher aufgebaute „Replica“ der 1935er Werksrennmotorräder vom Typ 255. Statt des DOHC-Rennmotors mit Kompressor wurden ein 494-cm³-OHV-Motor und die für den Straßenverkehr erforderlichen Ausrüstungen wie Lichtanlage, Hupe und Kickstarter angebaut. Als Konstrukteur beider Modelle war Rudolf Schleicher federführend. Als Serienmotorrad wurde die R 5 auf der Motorradmesse in Mailand im Januar 1936 vorgestellt.
Im Jahr 1936 entstanden 1502 Einheiten; 1937 wurden noch einmal 1150 Motorräder gebaut.
Nachfolgemodell der R 5 wurde 1938 die R 51, die sich von der R 5 im Prinzip nur durch die neu entwickelte Geradweg-Hinterradfederung unterschied.

## Technik
Der Rahmen ist (anders als die Blechpressrahmen der Vormodelle) aus oval und konisch gezogenen Stahlrohren erstmals arcatom unter Schutzgas verschweißt. Somit ist die R 5 der „Prototyp“ der BMW-Modelle bis 1955 (Spitzenmodell R 68). Sie gibt die Linienführung der Modelle der 1950er-Jahre vor. Schutzbleche, Tank und Felgen sind aus Stahlblech. Der Motor der BMW R 5 ist mit zwei Steckachsen im Rahmen gelagert. Die Auspufftöpfe sind mit Schellen an Motorachse und Rahmen befestigt; sie zeigen die bis in die 1950er-Jahre gängige „Fischschwanz“-Form mit senkrechtem Schlitzauslass.

### Motor
Der Motorblock ist wie das Getriebe und das Achsgetriebegehäuse aus Aluminiumguss, die Zylinder aus Grauguss. Der längs eingebaute Zweizylinder-Boxer-Viertakt-Motor hat außen über den Zylindern in verchromten Schutzrohren laufende Stoßstangen (OHV-Motor). Die Stoßstangen bewegen die Kipphebel im Zylinderkopf, die ihrerseits die hängenden Ventile betätigen. Die Kipphebel sind wie die beiden Pleuel in Nadellagern gelagert; die Kurbelwelle läuft in Kugellagern. Der Motor der R 5 hat zwei „untenliegende“ Nockenwellen (sie liegen über den Zylinderfüßen), die von der Kurbelwelle über eine Steuerkette angetrieben werden. Die Ölpumpe befindet sich im Gehäusesumpf und ist eine einfache Zahnradpumpe, die von der rechten Nockenwelle durch eine Schneckenrad-Untersetzung über eine Zwischenwelle angetrieben wird. Die Motoren der R 5 haben außer der Schmierung im Kurbelgehäuse auch (separat zu prüfende und zu wechselnde) Ölfüllungen für jeden Zylinderkopf.

### Getriebe
Die Schwungscheibe auf dem hinteren Kurbelwellenstumpf nimmt die Einscheibentrockenkupplung auf. Die Kupplung wird mit Axiallager über eine Druckstange betätigt, die durch die hohle Getriebehauptwelle verläuft. Das Vierganggetriebe mit Klauenschaltung ist das erste serienmäßige BMW-Motorradgetriebe mit Fußschaltung, wie es vorher bei BMW nur in den Rennmaschinen verwendet wurde. Zusätzlich zur Fußschaltung befindet sich auf der rechten Seite des Getriebes noch ein Handschalthebel, mit dem nicht nur jeweils ein Gang weiter, sondern jeder Gang direkt gewählt und auch zum Beispiel direkt vom vierten Gang in den Leerlauf geschaltet werden kann.

### Zündung und Lichtmaschine
Auf dem Motorgehäuse sitzt unter einem ab 1937 zur besseren Kühlung gerippten Aluminiumdeckel die spritzwasserdicht gekapselte Bosch-Gleichstrom-Lichtmaschine vom Typ RD 45/6 2800 RS 15 mit Laderegler. Die Zündanlage ist eine Bosch-Batteriezündung mit Zündverteilung über Schleifring (VU 2 DR 7) mit manueller Verstellung der Vorzündung, von der linken Nockenwelle angetrieben. Das Motorrad kann demnach nicht mit leerer Batterie (oder ohne Batterie) mit dem Kickstarter gestartet werden. Es lässt sich jedoch anschieben und dann fahren, da die Gleichstromlichtmaschine im Gegensatz zu einer Drehstromlichtmaschine auch ohne Batterie Strom erzeugen kann, ohne den Laderegler dabei zu zerstören. Der Bleiakkumulator ist ungekapselt auf einem Halter am Rahmen hinter dem Getriebe befestigt.

### Vergaser und Luftfilter
Die beiden Schiebervergaser sind Fischer-Amal-Schwimmerkammervergaser mit konischer Nadel im Rundschieber. Das Nass-Luftfilterelement sitzt ab Baujahr 1937 auf dem Getriebegehäuse, vorher waren zwei einzelne Nassluftfilter jeweils auf den Vergasern befestigt: Stahlnetze, an denen der Staub sich beim Ansaugen der Luft festsetzt, die zu Wartungszwecken ausgewaschen und dann mit Öl neu benetzt werden.

### Antrieb
Der Antriebsstrang besteht aus der offen laufenden Antriebswelle (keine Kardanwelle, obwohl sie so genannt wird, wegen des Starrrahmens braucht sie keine Kardangelenke) und dem Kegelradgetriebe am Hinterrad.

### Fahrgestell und Fahrwerk
Das Fahrgestell ist ein Doppelschleifen-Rohrrahmen noch ohne eine Federung des Hinterrades (Starrrahmen). Die Teleskopgabel vorn wurde erstmals mit einer Öldämpfung, die verstellbar ist, ausgerüstet. Hierzu kann während der Fahrt stufenlos ein Verstellhebel („Daumenhebel“) an der oberen Gabelbrücke umgestellt werden, von harter bis weicher hydraulischer Dämpfung.

### Bremsen
Die R 5 ist mit schmalen Halbnabenbremsen ausgerüstet.

## Technische Daten
| Kenngröße                   | BMW R 5 |
| --------------------------- | --- |
| Bauzeit                     | 1936–1937 |
| Motor                       | Zweizylinder-Viertakt-Boxer, OHV-Steuerung |
| Hubraum                     | 494 cm³ |
| Bohrung × Hub               | 68 mm × 68 mm |
| Verdichtung                 | 1 : 6,7 |
| Leistung                    | 24 PS (18 kW) bei 5800/min |
| Kühlung                     | Luft (Fahrtwind) |
| Vergaser                    | Amal, Ø 22,2 mm |
| Lichtmaschine               | Bosch, 6 V – 45 W |
| Getriebe                    | 4-Gang-Klauengetriebe mit Fußschaltung Antrieb über Welle mit Gummigelenkscheibe (Hardyscheibe)                                                       |
| Rahmen                      | Geschlossener Doppelschleifen-Rohrrahmen, verschweißt; Teleskopgabel mit verstellbarer hydraulischer Stoßdämpfung, Federweg 90 mm, hinten Starrrahmen |
| Bremsen                     | Trommelbremsen, Ø 200 mm, Belagbreite 25 mm |
| Gesamtlänge × Breite × Höhe | 2130 × 800 × 950 mm |
| Radstand                    | 1330 mm |
| Sattelhöhe                  | 720 mm |
| Bodenfreiheit               | 120 mm |
| Bereifung                   | 3,50–19 (vorn und hinten) |
| Tank                        | ca. 15 Liter |
| Verbrauch pro 100 km        | ca. 3,8 l Benzin, 0,1 l Öl |
| Leergewicht                 | 165 kg |
| Zulässiges Gesamtgewicht    | 400 kg |
| Höchstgeschwindigkeit       | solo 135–140 km/h, mit Seitenwagen 105 km/h |
| Preis                       | 1.150 RM |

## R 5 Hommage
Im Mai 2016 zeigte BMW auf dem Concorso d’Eleganza Villa d’Este am Comer See eine Studie R 5 Hommage, die an die 80 Jahre früher vorgestellte BMW R 5 erinnern soll. Im Gegensatz zur historischen R 5 ist die R 5 Hommage ein Show-Fahrzeug; eine Serienfertigung war wahrscheinlich nicht geplant.
Allerdings wurde 2020 der Cruiser BMW R 18 eingeführt.
Der Motor der R5 Hommage soll ein Original von 1936 sein bzw. aus verschiedenen Teilen eines beschädigten Originalmotors bestehen, ergänzt durch verschiedene neue Bauteile, unter anderem durch einen Kompressor, der die Leistung auf 40 PS ansteigen lässt. Um eine gewisse Ähnlichkeit mit dem ursprünglichen Modell herzustellen, läuft die Antriebswelle offen, und der hintere Teil des Motorrades ist scheinbar ein Starrrahmen, der die Cantileverfederung weitgehend verbirgt. Die Antriebswelle der Hommage ist nicht mehr starr, sondern eine Kardanwelle. Lenker und Teleskopgabel ähneln stark dem 80 Jahre alten Original; Kupplungs- und Bremshebel sind außen am Lenker angeschlagen, wie es seit Langem an neuen Motorrädern nicht mehr zulässig ist. Keineswegs stilgerecht sind die starke Schrägstellung der Gabel, wie sie von sogenannten Choppern bekannt ist, und die große Bremsscheibe im Vorderrad. Gleiches gilt für die unterschiedliche Größe und Bereifung von Vorder- und Hinterrad.

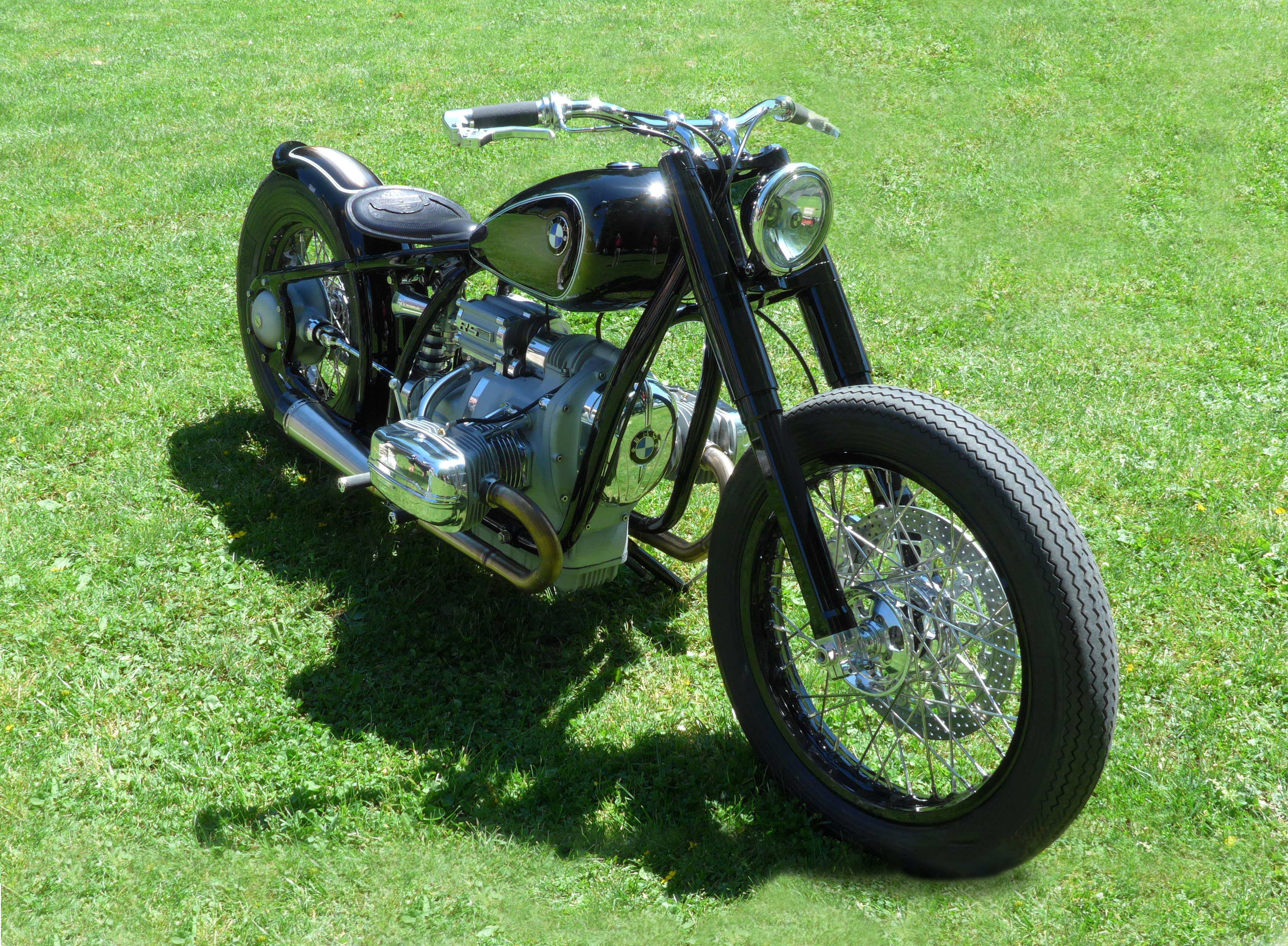
BMW R 5 Hommage
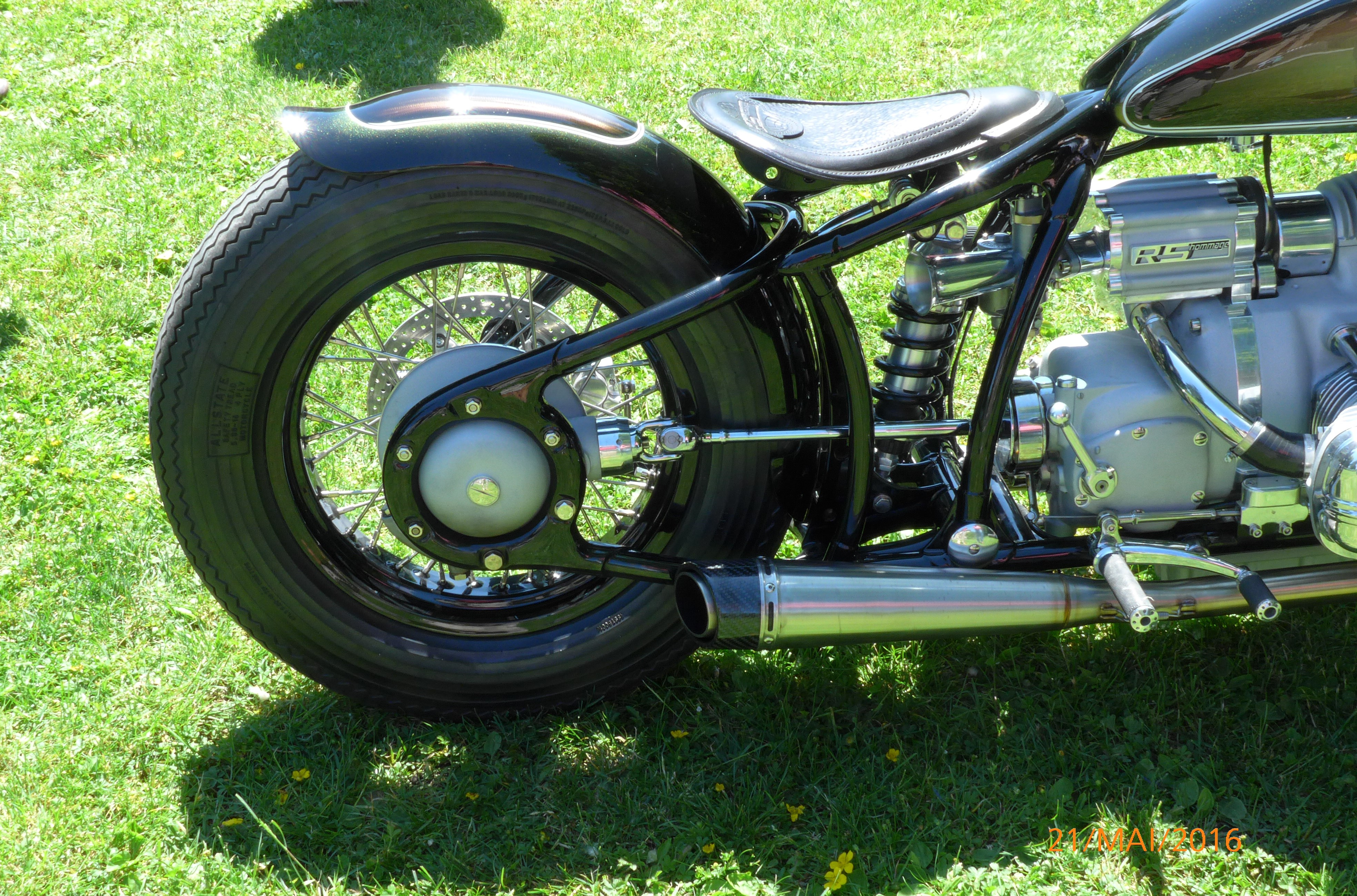
Scheinbarer Starrrahmen der Hommage
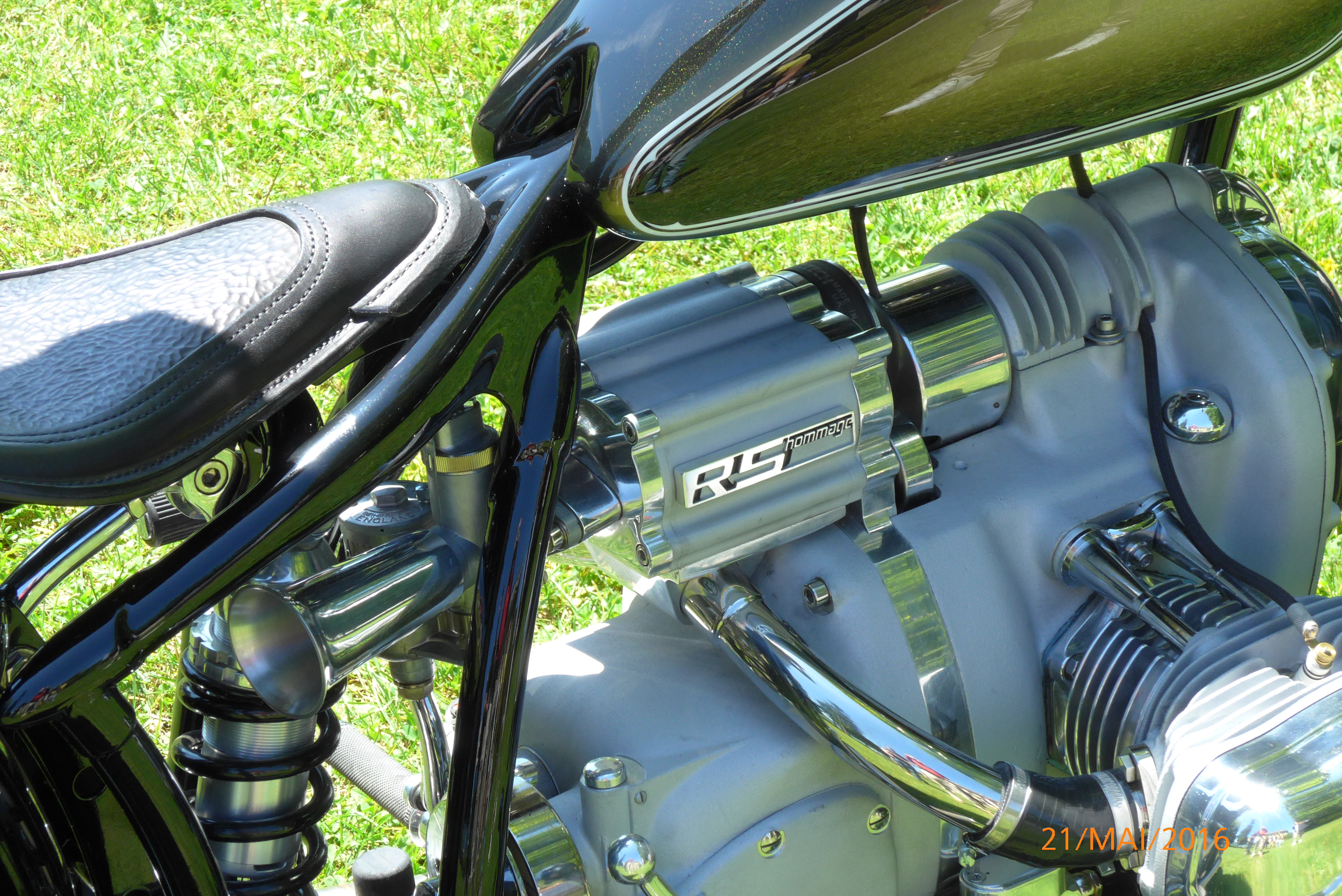
Auf dem Zylinder die Schutzrohre der Stoßstangen der OHV-Steuerung